# Литвиново (городской округ Солнечногорск)
Литвиново — деревня в Московской области России. Входит в городской округ Солнечногорск. Население — 12 чел. (2010).
В деревне находится братская могила советских воинов, погибших в годы Великой Отечественной войны. Является памятником истории местного значения —  Объект культурного наследия № 5000002124.

## География
Деревня Литвиново расположена на севере Московской области, в восточной части округа, на Московском малом кольце А107, на правом берегу впадающей в Клязьму реки Чернавки, примерно в 15 км к юго-востоку от центра города Солнечногорска, в 30 км к северо-западу от Московской кольцевой автодороги.
К деревне приписано 2 садоводческих некоммерческих товарищества. Связана автобусным сообщением с городом Зеленоградом. Ближайшие населённые пункты — деревни Кочугино и Никифорово.

## Население
| 1852 | 1859 | 1884 | 1890 | 1899 | 1926 |
| ---- | ---- | ---- | ---- | ---- | ---- |
| 212  | ↗240 | ↘194 | ↗234 | ↗235 | ↗394 |
| 1994 | 1998 | 2002 | 2010 |      |      |
| ↘24  | ↘14  | →14  | ↘12  |      |      |

## История
Село Литвиново, оно же и Хорюхино, на речке Черной, в 1585 г. принадлежало Новоспасскому монастырю, что в Москве, на Крутицах. В селе существовала церковь во имя Св. Николая чудотворца деревянная, построенная «клетцки», которая по 1628 г. стояла «пуста без пения». По писцовым книгам 7131 (1623) г. показано: в селе Литвинове пашни церковные земли 7 четьи, лесом поросло 2 четьи в поле, а в дву потомуж, сена 10 копен; да в селе двор монастырской в котором жили монастырские детеныши, 4 дв. крестьянских и 6 дв. бобыльских, в них 10 челов…— Холмогоров В. И., Холмогоров Г. И. Исторические материалы для составления церковных летописей Московской епархии
С 1841 года на средства прихожан строилась кирпичная однокупольная церковь Иконы Божией Матери Казанская с трапезной, в которой Никольский и Князь-Владимирский приделы, и колокольней. Закрыта в 1941 году, через 10 лет сломана.

Литвиново, село 6-го стана, Государств. Имуществ., 100 душ м. п., 112 ж., 1 церковь, 37 дворов, 47 верст от Тверской заставы, просёлком.— Нистрем К. Указатель селений и жителей уездов Московской губернии, 1852
В «Списке населённых мест» 1862 года — казённое село 6-го стана Московского уезда Московской губернии между Санкт-Петербургским шоссе и Рогачёвским трактом, в 45 верстах от губернского города, при речке Клязьме, с 49 дворами, православной церковью и 240 жителями (99 мужчин, 111 женщин).
По данным на 1890 год — село Дурыкинской волости Московского уезда с 234 душами населения. В 1899 году 235 жителей.
В 1913 году — 55 дворов, земское училище, 2 кирпичных завода, 2 чайных лавки и мелочная лавка.
По материалам Всесоюзной переписи населения 1926 года — центр Литвиновского сельсовета Бедняковской волости Московского уезда в 6 км от Ленинградского шоссе и 10 км от станции Поворово Октябрьской железной дороги, проживало 394 жителя (167 мужчин, 227 женщин), насчитывалось 80 хозяйств, среди которых 79 крестьянских, имелась школа.
С 1929 года — населённый пункт в составе Солнечногорского района Московского округа Московской области. Постановлением ЦИК и СНК от 23 июля 1930 года округа как административно-территориальные единицы были ликвидированы.
1929—1957 гг. — центр Литвиновского сельсовета Солнечногорского района.
1957—1959 гг. — центр Литвиновского сельсовета Химкинского района.
1959—1960 гг. — деревня Пешковского сельсовета Химкинского района.
1960—1963, 1965—1994 гг. — деревня Пешковского сельсовета Солнечногорского района.
1963—1965 гг. — деревня Пешковского сельсовета Солнечногорского укрупнённого сельского района.
В 1994 году Московской областной думой было утверждено положение о местном самоуправлении в Московской области, сельские советы как административно-территориальные единицы были преобразованы в сельские округа.
С 1994 до 2006 гг. деревня входила в Пешковский сельский округ Солнечногорского района.
С 2005 до 2019 гг. деревня включалась в Пешковское сельское поселение Солнечногорского муниципального района.
С 2019 года деревня входит в городской округ Солнечногорск, в рамках администрации которого относится с территориальному управлению Пешковское.